# Federico Agustín Gómez
Federico Agustín Gómez (Merlo, Buenos Aires, Argentina; 26 de noviembre de 1996) es un tenista argentino.
Alcanzó su mejor ranking individual, el puesto 133°, el 3 de febrero de 2025. En dobles, su mejor ubicación fue el puesto 117°, logrado el 5 de mayo de 2025.
Antes de dedicarse profesionalmente al tenis, Gómez jugó en Estados Unidos a nivel universitario para la Universidad de Louisville, en Kentucky.

## Títulos ATP (0; 0+0)

### Dobles (0)
| Leyenda                   |
| Grand Slam (0)            |
| ATP Tour Finals (0)       |
| ATP Masters 1000 Tour (0) |
| ATP Tour 500 (0)          |
| ATP Tour 250 (0)          |

#### Finalista (1)
| N.º | Fecha              | Torneos | Superficie    | Pareja            | Oponentes en la final               | Resultado |
| --- | ------------------ | ------- | ------------- | ----------------- | ----------------------------------- | --------- |
| 1.  | 6 de abril de 2025 | Houston | Tierra batida | Santiago González | Fernando Romboli John-Patrick Smith | 1-6, 4-6  |

## Títulos ATP Challenger (7; 3+4)

#### Individuales (3)
| N.° | Fecha                  | Torneo    | Superficie    | Oponente en la final | Resultado |
| --- | ---------------------- | --------- | ------------- | -------------------- | --------- |
| 1.  | 29 de junio de 2024    | Milán     | Tierra batida | Filip Cristian Jianu | 6-3, 6-4  |
| 2.  | 14 de julio de 2024    | Trieste   | Tierra batida | Tomás Barrios Vera   | 6-1, 6-2  |
| 3.  | 3 de noviembre de 2024 | Guayaquil | Tierra batida | Tomás Barrios Vera   | 6-1, 6-4  |

#### Dobles (4)
| N.° | Fecha                   | Torneo         | Superficie            | Pareja              | Oponentes en la final                | Resultado          |
| --- | ----------------------- | -------------- | --------------------- | ------------------- | ------------------------------------ | ------------------ |
| 1.  | 22 de abril de 2023     | Tallahassee    | Tierra batida (verde) | Nicolás Kicker      | William Blumberg Luis David Martínez | 7-62, 4-6, [13-11] |
| 2   | 27 de enero de 2024     | Punta del Este | Tierra batida         | Murkel Dellien      | Guido Andreozzi Guillermo Durán      | 6-3, 6-2           |
| 3   | 18 de mayo de 2024      | Túnez          | Tierra batida         | Marcus Willis       | Patrik Rikl Michael Vrbenský         | 4-6, 6-1, [10-6]   |
| 4   | 23 de noviembre de 2024 | São Paulo      | Dura                  | Luis David Martínez | Christian Harrison Evan King         | 7-64, 7-5          |